# Malcolm mittendrin/Episodenliste
Diese Episodenliste enthält alle Episoden der US-amerikanischen Comedyserie Malcolm mittendrin, sortiert nach der US-amerikanischen Erstausstrahlung. Zwischen 1999 und 2006 entstanden in sieben Staffeln 151 Episoden mit einer Länge von jeweils etwa 22 Minuten.

## Übersicht
| Staffel | Episodenanzahl | Erstausstrahlung USA | Erstausstrahlung USA | Deutschsprachige Erstausstrahlung | Deutschsprachige Erstausstrahlung |
| Staffel | Episodenanzahl | Staffelpremiere      | Staffelfinale        | Staffelpremiere                   | Staffelfinale                     |
| ------- | -------------- | -------------------- | -------------------- | --------------------------------- | --------------------------------- |
| 1       | 16             | 9. Januar 2000       | 21. Mai 2000         | 24. September 2001                | 19. Januar 2002                   |
| 2       | 25             | 5. November 2000     | 20. Mai 2001         | 26. Januar 2002                   | 13. Juli 2002                     |
| 3       | 22             | 11. November 2001    | 12. Mai 2002         | 8. März 2003                      | 2. August 2003                    |
| 4       | 22             | 3. November 2002     | 18. Mai 2003         | 13. September 2003                | 7. Februar 2004                   |
| 5       | 22             | 2. November 2003     | 23. Mai 2004         | 25. September 2004                | 12. März 2005                     |
| 6       | 22             | 7. November 2004     | 15. Mai 2005         | 1. April 2006                     | 26. August 2006                   |
| 7       | 22             | 30. September 2005   | 14. Mai 2006         | 2. September 2006                 | 10. November 2006                 |

## Staffel 1
| Nr. (ges.) | Nr. (St.) | Deutscher Titel            | Originaltitel         | Erstausstrahlung USA | Deutschsprachige Erstausstrahlung (D) | Regie          | Drehbuch                              |
| ---------- | --------- | -------------------------- | --------------------- | -------------------- | ------------------------------------- | -------------- | ------------------------------------- |
| 1          | 1         | Malcolm, der Held          | Pilot                 | 9. Jan. 2000         | 24. Sep. 2001                         | Todd Holland   | Linwood Boomer                        |
| 2          | 2         | Lois sieht rot             | Red Dress             | 16. Jan. 2000        | 1. Okt. 2001                          | Arlene Sanford | Alan J. Higgins                       |
| 3          | 3         | Allein zu Haus             | Home Alone 4          | 23. Jan. 2000        | 8. Okt. 2001                          | Todd Holland   | Michael Glouberman & Andrew Orenstein |
| 4          | 4         | Gewissensbisse             | Shame                 | 6. Feb. 2000         | 15. Okt. 2001                         | Nick Marck     | David Richardson                      |
| 5          | 5         | Eine fast perfekte Familie | Malcolm Babysits      | 13. Feb. 2000        | 22. Okt. 2001                         | Jeff Melman    | Maggie Bandur & Pang-Ni Landrum       |
| 6          | 6         | Die Ausreißer              | Sleepover             | 20. Feb. 2000        | 29. Okt. 2001                         | Ken Kwapis     | Dan Kopelman                          |
| 7          | 7         | Francis auf der Flucht     | Francis Escapes       | 27. Feb. 2000        | 5. Nov. 2001                          | Todd Holland   | Linwood Boomer                        |
| 8          | 8         | Das Begabten-Chaos         | Krelboyne Picnic      | 12. März 2000        | 12. Nov. 2001                         | Todd Holland   | Michael Glouberman & Andrew Orenstein |
| 9          | 9         | Ohne Moos nichts los       | Lois vs. Evil         | 19. März 2000        | 19. Nov. 2001                         | Todd Holland   | Jack Amiel & Michael Begler           |
| 10         | 10        | Stock-Car-Rennen           | Stock Car Races       | 2. Apr. 2000         | 26. Nov. 2001                         | Todd Holland   | David Richardson                      |
| 11         | 11        | Der Sündenbock             | Funeral               | 9. Apr. 2000         | 3. Dez. 2001                          | Arlene Sanford | Maggie Bandur & Pang-Ni Landrum       |
| 12         | 12        | Cheerleader                | Cheerleader           | 16. Apr. 2000        | 10. Dez. 2001                         | Todd Holland   | Dan Kopelman                          |
| 13         | 13        | Rollerskates               | Rollerskates          | 30. Apr. 2000        | 17. Dez. 2001                         | Ken Kwapis     | Alan J. Higgins                       |
| 14         | 14        | Der Killer-Roboter         | The Bots and the Bees | 7. Mai 2000          | 5. Jan. 2002                          | Chris Koch     | Alan J. Higgins & David Richardson    |
| 15         | 15        | Immer wieder Sonntag       | Smunday               | 14. Mai 2000         | 12. Jan. 2002                         | Jeff Melman    | Michael Glouberman & Andrew Orenstein |
| 16         | 16        | Wasserspiele               | Water Park (1)        | 21. Mai 2000         | 19. Jan. 2002                         | Ken Kwapis     | Maggie Bandur & Pang-Ni Landrum       |

## Staffel 2
| Nr. (ges.) | Nr. (St.) | Deutscher Titel                  | Originaltitel           | Erstausstrahlung USA | Deutschsprachige Erstausstrahlung (D) | Regie          | Drehbuch                              | Prod. Code |
| ---------- | --------- | -------------------------------- | ----------------------- | -------------------- | ------------------------------------- | -------------- | ------------------------------------- | ---------- |
| 17         | 1         | Der Verkehrsstau                 | Traffic Jam (2)         | 5. Nov. 2000         | 26. Jan. 2002                         | Todd Holland   | Dan Kopelman                          | 06-00-204  |
| 18         | 2         | Halloween mal anders             | Halloween Approximately | 8. Nov. 2000         | 2. Feb. 2002                          | Todd Holland   | Dan Kopelman                          | 06-00-207  |
| 19         | 3         | Lois' Geburtstag                 | Lois's Birthday         | 12. Nov. 2000        | 9. Feb. 2002                          | Ken Kwapis     | Alex Reid                             | 06-00-205  |
| 20         | 4         | Ein Essen unter Freunden         | Dinner Out              | 15. Nov. 2000        | 16. Feb. 2002                         | Jeff Melman    | Michael Glouberman & Andrew Orenstein | 06-00-206  |
| 21         | 5         | Ein total verkorkstes Wochenende | Casino                  | 19. Nov. 2000        | 23. Feb. 2002                         | Todd Holland   | Gary Murphy & Neil Thompson           | 06-00-209  |
| 22         | 6         | Der Erzfeind                     | Convention              | 22. Nov. 2000        | 2. März 2002                          | Jeff Melman    | Bob Stevens                           | 06-00-208  |
| 23         | 7         | Fliegende Ratten mit Radar       | Robbery                 | 26. Nov. 2000        | 9. März 2002                          | Todd Holland   | Alan J. Higgins                       | 06-00-215  |
| 24         | 8         | Therapie                         | Therapy                 | 29. Nov. 2000        | 16. März 2002                         | Ken Kwapis     | Ian Busch                             | 06-00-210  |
| 25         | 9         | Der Sommernachtstraum            | High School Play        | 13. Dez. 2000        | 6. Apr. 2002                          | Jeff Melman    | Maggie Bandur & Pang-Ni Landrum       | 06-00-211  |
| 26         | 10        | Der Alpha-Idiot                  | The Bully               | 20. Dez. 2000        | 30. März 2002                         | Jeff Melman    | Alex Reid                             | 06-00-214  |
| 27         | 11        | Die Hexe                         | Old Mrs. Old            | 7. Jan. 2001         | 23. März 2002                         | Todd Holland   | Alan J. Higgins                       | 06-00-213  |
| 28         | 12        | Frühlingsgefühle                 | Krelboyne Girl          | 14. Jan. 2001        | 13. Apr. 2002                         | Arlene Sanford | Bob Stevens                           | 06-00-212  |
| 29         | 13        | Neue Nachbarn                    | New Neighbors           | 21. Jan. 2001        | 20. Apr. 2002                         | Ken Kwapis     | Maggie Bandur & Pang-Ni Landrum       | 06-00-219  |
| 30         | 14        | Midlife Crisis                   | Hal Quits               | 4. Feb. 2001         | 27. Apr. 2002                         | Ken Kwapis     | Michael Glouberman & Andrew Orenstein | 06-00-216  |
| 31         | 15        | Hilfe, Oma und Opa sind da       | The Grandparents        | 11. Feb. 2001        | 4. Mai 2002                           | Todd Holland   | Gary Murphy & Neil Thompson           | 06-00-217  |
| 32         | 16        | Der Strafzettel                  | Traffic Ticket          | 18. Feb. 2001        | 11. Mai 2002                          | Jeff Melman    | Larry Strawther                       | 06-00-218  |
| 33         | 17        | Das Familien-Duell               | Surgery                 | 25. Feb. 2001        | 18. Mai 2002                          | Jeff Melman    | Maggie Bandur & Pang-Ni Landrum       | 06-00-222  |
| 34         | 18        | Der Meisterkoch                  | Reese Cooks             | 4. März 2001         | 25. Mai 2002                          | Jeff Melman    | Dan Kopelman                          | 06-00-220  |
| 35         | 19        | Schulstress                      | Tutoring Reese          | 11. März 2001        | 1. Juni 2002                          | Ken Kwapis     | Ian Busch                             | 06-00-221  |
| 36         | 20        | Bowling                          | Bowling                 | 1. Apr. 2001         | 8. Juni 2002                          | Todd Holland   | Alex Reid                             | 06-00-223  |
| 37         | 21        | Malcolm gegen Reese              | Malcolm vs. Reese       | 22. Apr. 2001        | 15. Juni 2002                         | Todd Holland   | Dan Danko & Tom Mason                 | 06-00-226  |
| 38         | 22        | Das Mini-Bike                    | Mini-Bike               | 29. Apr. 2001        | 22. Juni 2002                         | Ken Kwapis     | Michael Glouberman & Andrew Orenstein | 06-00-227  |
| 39         | 23        | Lügen haben kurze Beine          | Carnival                | 6. Mai 2001          | 29. Juni 2002                         | Ken Kwapis     | Alex Reid                             | 06-00-225  |
| 40         | 24        | Großalarm                        | Evacuation              | 13. Mai 2001         | 6. Juli 2002                          | Todd Holland   | Gary Murphy & Neil Thompson           | 06-00-228  |
| 41         | 25        | Schwangerschaftsalarm            | Flashback               | 20. Mai 2001         | 13. Juli 2002                         | Jeff Melman    | Ian Busch                             | 06-00-224  |

## Staffel 3
| Nr. (ges.) | Nr. (St.) | Deutscher Titel                    | Originaltitel        | Erstausstrahlung USA | Deutschsprachige Erstausstrahlung (D) | Regie         | Drehbuch                               | Prod. Code |
| ---------- | --------- | ---------------------------------- | -------------------- | -------------------- | ------------------------------------- | ------------- | -------------------------------------- | ---------- |
| 42         | 1         | Ein Urlaub mit Mädchen und Fischen | Houseboat            | 11. Nov. 2001        | 8. März 2003                          | Todd Holland  | Bob Stevens                            | 06-01-301  |
| 43         | 2         | Rebellion gegen das System         | Emancipation         | 14. Nov. 2001        | 15. März 2003                         | James Simons  | Alan J. Higgins                        | 06-01-302  |
| 44         | 3         | Flucht aus dem Alltag              | Book Club            | 18. Nov. 2001        | 22. März 2003                         | Todd Holland  | Alex Reid                              | 06-01-304  |
| 45         | 4         | Die erste große Liebe              | Malcolm's Girlfriend | 25. Nov. 2001        | 29. März 2003                         | Ken Kwapis    | Ian Busch                              | 06-01-305  |
| 46         | 5         | Tauschgeschäfte                    | Charity              | 2. Dez. 2001         | 5. Apr. 2003                          | Jeff Melman   | Gary Murphy & Neil Thompson            | 06-01-303  |
| 47         | 6         | Nervenspiele                       | Health Scare         | 9. Dez. 2001         | 12. Apr. 2003                         | Todd Holland  | Dan Kopelman                           | 06-01-307  |
| 48         | 7         | Das Weihnachts-Dilemma             | Christmas            | 16. Dez. 2001        | 19. Apr. 2003                         | Jeff Melman   | Maggie Bandur & Pang-Ni Landrum        | 06-01-306  |
| 49         | 8         | Poker                              | Poker                | 6. Jan. 2002         | 26. Apr. 2003                         | Ken Kwapis    | Michael Borkow                         | 06-01-308  |
| 50         | 9         | Die Katalog-Braut                  | Reese's Job          | 20. Jan. 2002        | 3. Mai 2003                           | Todd Holland  | Gary Murphy & Neil Thompson            | 06-01-310  |
| 51         | 10        | Basketball-Krieg                   | Lois's Makeover      | 27. Jan. 2002        | 10. Mai 2003                          | Jeff Melman   | Michael Glouberman & Andrew Orenstein  | 06-01-311  |
| 52         | 11        | Das Firmenpicknick – Teil 1        | Company Picnic (1)   | 3. Feb. 2002         | 17. Mai 2003                          | Todd Holland  | Janae Bakken                           | 06-01-313  |
| 53         | 12        | Das Firmenpicknick – Teil 2        | Company Picnic (2)   | 3. Feb. 2002         | 24. Mai 2003                          | Todd Holland  | Janae Bakken                           | 06-01-314  |
| 54         | 13        | Fahrerflucht                       | Reese Drives         | 10. Feb. 2002        | 31. Mai 2003                          | Jeff Melman   | Michael Glouberman & Andrew Orenstein  | 06-01-309  |
| 55         | 14        | Busenfreunde                       | Cynthia's Back       | 17. Feb. 2002        | 7. Juni 2003                          | Ken Kwapis    | Maggie Bandur & Pang-Ni Landrum        | 06-01-312  |
| 56         | 15        | Das neue Familienmitglied          | Hal's Birthday       | 3. März 2002         | 14. Juni 2003                         | Levie Isaacks | Alex Reid                              | 06-01-316  |
| 57         | 16        | Trainer Hal                        | Hal Coaches          | 10. März 2002        | 21. Juni 2003                         | Jeff Melman   | Ian Busch                              | 06-01-319  |
| 58         | 17        | Deweys Hund                        | Dewey's Dog          | 7. Apr. 2002         | 28. Juni 2003                         | Bob Stevens   | Michael Glouberman & Andrew Orenstein  | 06-01-318  |
| 59         | 18        | Wer ist der Beste?                 | Poker 2              | 21. Apr. 2002        | 5. Juli 2003                          | Jeff Melman   | John Bradford Goodman                  | 06-01-322  |
| 60         | 19        | Beim Psychiater                    | Clip Show            | 28. Apr. 2002        | 12. Juli 2003                         | Jamie Babbit  | Michael Borkow & Alex Reid             | 06-01-321  |
| 61         | 20        | Verschworene Geschworene           | Jury Duty            | 1. Mai 2002          | 19. Juli 2003                         | Ken Kwapis    | Pang-Ni Landrum, Dan Danko & Tom Mason | 06-01-320  |
| 62         | 21        | Cliquenkampf                       | Cliques              | 5. Mai 2002          | 26. Juli 2003                         | Jeff Melman   | Michael Borkow                         | 06-01-317  |
| 63         | 22        | Der Affe                           | Monkey               | 12. Mai 2002         | 2. Aug. 2003                          | Ken Kwapis    | Dan Kopelman                           | 06-01-315  |

## Staffel 4
| Nr. (ges.) | Nr. (St.) | Deutscher Titel          | Originaltitel            | Erstausstrahlung USA | Deutschsprachige Erstausstrahlung (D) | Regie          | Drehbuch                              | Prod. Code |
| ---------- | --------- | ------------------------ | ------------------------ | -------------------- | ------------------------------------- | -------------- | ------------------------------------- | ---------- |
| 64         | 1         | Ein Tag im Zoo           | Zoo                      | 3. Nov. 2002         | 13. Sep. 2003                         | Todd Holland   | Michael Glouberman & Andrew Orenstein | 06-02-401  |
| 65         | 2         | Alles auf Anfang         | Humilithon               | 10. Nov. 2002        | 20. Sep. 2003                         | Jeff Melman    | Michael Borkow                        | 06-02-402  |
| 66         | 3         | Das Familienfest         | Family Reunion           | 17. Nov. 2002        | 27. Sep. 2003                         | Ken Kwapis     | Alex Reid                             | 06-02-403  |
| 67         | 4         | Dumm, aber glücklich     | Stupid Girl              | 24. Nov. 2002        | 4. Okt. 2003                          | Todd Holland   | Dan Kopelman                          | 06-02-404  |
| 68         | 5         | Auge um Auge             | Forwards Backwards       | 1. Dez. 2002         | 11. Okt. 2003                         | Levie Isaacks  | Maggie Bandur                         | 06-02-406  |
| 69         | 6         | Verbotene Freuden        | Forbidden Girlfriend     | 15. Dez. 2002        | 18. Okt. 2003                         | Jamie Babbit   | Matthew Carlson                       | 06-02-405  |
| 70         | 7         | Schweigen ist ungesund   | Malcolm Holds His Tongue | 5. Jan. 2003         | 25. Okt. 2003                         | Jeff Melman    | Gary Murphy & Neil Thompson           | 06-02-410  |
| 71         | 8         | Männersache              | Boys at Ranch            | 12. Jan. 2003        | 8. Nov. 2003                          | David D'Ovidio | Gary Murphy & Neil Thompson           | 06-02-412  |
| 72         | 9         | Babyalarm                | Grandma Sues             | 2. Feb. 2003         | 15. Nov. 2003                         | James Simons   | Michael Glouberman & Andrew Orenstein | 06-02-407  |
| 73         | 10        | Wenn Jungs Mädchen wären | If Boys Were Girls       | 9. Feb. 2003         | 22. Nov. 2003                         | Ken Kwapis     | Alexandra Kaczenski                   | 06-02-408  |
| 74         | 11        | Eine lange Fahrt         | Long Drive               | 2. März 2003         | 29. Nov. 2003                         | Levie Isaacks  | Michael Borkow                        | 06-02-409  |
| 75         | 12        | Der Rauswurf             | Kicked Out               | 9. März 2003         | 6. Dez. 2003                          | Jeff Melman    | Alex Reid                             | 06-02-413  |
| 76         | 13        | Der Babysitter           | Stereo Store             | 16. März 2003        | 13. Dez. 2003                         | Bryan Cranston | Matthew Carlson                       | 06-02-414  |
| 77         | 14        | Hals Freund              | Hal's Friend             | 30. März 2003        | 20. Dez. 2003                         | Jeff Melman    | Dan Kopelman                          | 06-02-415  |
| 78         | 15        | Trödel                   | Garage Sale              | 6. Apr. 2003         | 27. Dez. 2003                         | Levie Isaacks  | Maggie Bandur                         | 06-02-416  |
| 79         | 16        | Akademischer Achtkampf   | Academic Octathlon       | 13. Apr. 2003        | 3. Jan. 2004                          | Todd Holland   | Rob Hanning                           | 06-02-411  |
| 80         | 17        | Schlechte Eltern         | Clip Show 2              | 20. Apr. 2003        | 10. Jan. 2004                         | Levie Isaacks  | Maggie Bandur & Dan Kopelman          | 06-02-422  |
| 81         | 18        | Sturmfreie Bude          | Reese's Party            | 27. Apr. 2003        | 17. Jan. 2004                         | Levie Isaacks  | Andy Bobrow                           | 06-02-418  |
| 82         | 19        | Das Schachduell          | Future Malcolm           | 4. Mai 2003          | 3. Jan. 2004                          | Ken Kwapis     | Ron Corcillo & A.J. Poulin            | 06-02-417  |
| 83         | 20        | Hallo, Baby! – Teil 1    | Baby (1)                 | 11. Mai 2003         | 24. Jan. 2004                         | James Simons   | Rob Hanning                           | 06-02-419  |
| 84         | 21        | Hallo, Baby! – Teil 2    | Baby (2)                 | 18. Mai 2003         | 31. Jan. 2004                         | Jamie Babbit   | Michael Borkow                        | 06-02-420  |
| 85         | 22        | (K)ein Platz für Jamie   | Day Care                 | 18. Mai 2003         | 7. Feb. 2004                          | Steve Love     | Gary Murphy & Neil Thompson           | 06-02-421  |

## Staffel 5
| Nr. (ges.) | Nr. (St.) | Deutscher Titel             | Originaltitel                 | Erstausstrahlung USA | Deutschsprachige Erstausstrahlung (D) | Regie          | Drehbuch                              | Prod. Code |
| ---------- | --------- | --------------------------- | ----------------------------- | -------------------- | ------------------------------------- | -------------- | ------------------------------------- | ---------- |
| 86         | 1         | Las Vegas                   | Vegas                         | 2. Nov. 2003         | 25. Sep. 2004                         | Bryan Cranston | Michael Glouberman & Andrew Orenstein | 06-03-501  |
| 87         | 2         | Die Babysitter              | Watching the Baby             | 9. Nov. 2003         | 2. Okt. 2004                          | Levie Isaacks  | Alex Reid                             | 06-03-502  |
| 88         | 3         | Auf Wiedersehen, Kitty      | Goodbye Kitty                 | 16. Nov. 2003        | 9. Okt. 2004                          | James Simons   | Gary Murphy & Neil Thompson           | 06-03-503  |
| 89         | 4         | Meisterkoch Reese           | Thanksgiving                  | 23. Nov. 2003        | 16. Okt. 2004                         | David D'Ovidio | Matthew Carlson                       | 06-03-504  |
| 90         | 5         | Malcolm filmt Reese         | Malcolm Films Reese           | 30. Nov. 2003        | 23. Okt. 2004                         | Levie Isaacks  | Dan Kopelman                          | 06-03-505  |
| 91         | 6         | Malcolms Job                | Malcolm's Job                 | 7. Dez. 2003         | 6. Nov. 2004                          | Steve Welch    | Maggie Bandur                         | 06-03-506  |
| 92         | 7         | Weihnachtsbäume             | Christmas Trees               | 14. Dez. 2003        | 18. Dez. 2004                         | Steve Love     | Alex Reid                             | 06-03-507  |
| 93         | 8         | Das Straßenfest             | Block Party                   | 4. Jan. 2004         | 13. Nov. 2004                         | Levie Isaacks  | Rob Ulin                              | 06-03-508  |
| 94         | 9         | Der Walzerkönig             | Dirty Magazine                | 11. Jan. 2004        | 20. Nov. 2004                         | Bryan Cranston | Eric Kaplan                           | 06-03-509  |
| 95         | 10        | Der Whirlpool               | Hot Tub                       | 25. Jan. 2004        | 27. Nov. 2004                         | James Simons   | Andy Bobrow                           | 06-03-510  |
| 96         | 11        | Idas Freund                 | Ida's Boyfriend               | 8. Feb. 2004         | 4. Dez. 2004                          | Peter Lauer    | Neil Thompson                         | 06-03-512  |
| 97         | 12        | Softball                    | Softball                      | 15. Feb. 2004        | 11. Dez. 2004                         | Ken Kwapis     | Michael Glouberman                    | 06-03-511  |
| 98         | 13        | Lois Schwester              | Lois' Sister                  | 22. Feb. 2004        | 8. Jan. 2005                          | David D'Ovidio | Gary Murphy                           | 06-03-513  |
| 99         | 14        | Verliebt in eine Familie    | Malcolm Dates a Family        | 14. März 2004        | 15. Jan. 2005                         | Steve Welch    | Rob Ulin                              | 06-03-514  |
| 100        | 15        | Reese und das Apartment     | Reese's Apartment             | 21. März 2004        | 22. Jan. 2005                         | David Grossman | Dan Kopelman                          | 06-03-515  |
| 101        | 16        | Besuch im College           | Malcolm Visits College        | 28. März 2004        | 5. Feb. 2005                          | Peter Lauer    | David Wright                          | 06-03-517  |
| 102        | 17        | Der Glückspulli             | Polly in the Middle           | 25. Apr. 2004        | 29. Jan. 2005                         | Steve Love     | Matthew Carlson                       | 06-03-516  |
| 103        | 18        | Der gestörte Hochbegabte    | Dewey's Special Class         | 2. Mai 2004          | 19. Feb. 2005                         | David D'Ovidio | Maggie Bandur                         | 06-03-519  |
| 104        | 19        | Das Experiment              | Experiment                    | 2. Mai 2004          | 12. Feb. 2005                         | Bryan Cranston | Alex Reid                             | 06-03-518  |
| 105        | 20        | Victors zweite Familie      | Victor's Other Family         | 9. Mai 2004          | 26. Feb. 2005                         | David Grossman | Eric Kaplan                           | 06-03-520  |
| 106        | 21        | Reese bei der Army – Teil 1 | Reese Joins the Army (Part 1) | 16. Mai 2004         | 5. März 2005                          | Steve Love     | Andy Bobrow                           | 06-03-521  |
| 107        | 22        | Reese bei der Army – Teil 2 | Reese Joins the Army (Part 2) | 23. Mai 2004         | 12. März 2005                         | Pater Lauer    | Andrew Orenstein                      | 06-03-522  |

## Staffel 6
| Nr. (ges.) | Nr. (St.) | Deutscher Titel          | Originaltitel             | Erstausstrahlung USA | Deutschsprachige Erstausstrahlung (D) | Regie          | Drehbuch           | Prod. Code |
| ---------- | --------- | ------------------------ | ------------------------- | -------------------- | ------------------------------------- | -------------- | ------------------ | ---------- |
| 108        | 1         | Reese kommt nach Hause   | Reese Comes Home (Part 3) | 7. Nov. 2004         | 1. Apr. 2006                          | Pater Lauer    | Matthew Carlson    | 06-04-602  |
| 109        | 2         | Hal und die Bodybuilder  | Busey’s Run Away          | 14. Nov. 2004        | 8. Apr. 2006                          | Bryan Cranston | Michael Glouberman | 06-04-601  |
| 110        | 3         | Die Macht des Müllmanns  | Standee                   | 21. Nov. 2004        | 15. Apr. 2006                         | David D’Ovidio | Rob Ulin           | 06-04-603  |
| 111        | 4         | Pearl Harbor             | Pearl Harbor              | 5. Dez. 2004         | 22. Apr. 2006                         | Peter Lauer    | Neil Thompson      | 06-04-604  |
| 112        | 5         | Die Preisverleihung      | Kitty’s Back              | 12. Dez. 2004        | 29. Apr. 2006                         | Peter Lauer    | Matthew Carlson    | 06-04-606  |
| 113        | 6         | Der Familienausflug      | Hal’s Christmas Gift      | 19. Dez. 2004        | 6. Mai 2006                           | David Grossman | Alex Reid          | 06-04-605  |
| 114        | 7         | Schlafwandler            | Hal Sleepwalks            | 16. Jan. 2005        | 13. Mai 2006                          | David D’Ovidio | Gary Murphy        | 06-04-607  |
| 115        | 8         | Der Mutter-Sohn-Krieg    | Lois Battles Jamie        | 23. Jan. 2005        | 20. Mai 2006                          | Steve Welch    | Michael Glouberman | 06-04-608  |
| 116        | 9         | Verliebt in ein Auto     | Malcolm’s Car             | 30. Jan. 2005        | 27. Mai 2006                          | Peter Lauer    | Alex Reid          | 06-04-610  |
| 117        | 10        | Die Rechte der Frauen    | Billboard                 | 13. Feb. 2005        | 3. Juni 2006                          | Bryan Cranston | Rob Ulin           | 06-04-609  |
| 118        | 11        | Deweys Oper              | Dewey’s Opera             | 20. Feb. 2005        | 10. Juni 2006                         | Linwood Boomer | Eric Kaplan        | 06-04-610  |
| 119        | 12        | Der Fitness-Guru         | Living Will               | 6. März 2005         | 17. Juni 2006                         | Steve Love     | Jennifer Celotta   | 06-04-612  |
| 120        | 13        | Die Tiki-Stunde          | Tiki Lounge               | 13. März 2005        | 24. Juni 2006                         | Peter Lauer    | Jay Kogen          | 06-04-613  |
| 121        | 14        | Mutterliebe              | Ida Loses a Leg           | 20. März 2005        | 1. Juli 2006                          | Steve Welch    | Andy Bobrow        | 06-04-614  |
| 122        | 15        | Der Übernachtungsgast    | Chad’s Sleepover          | 27. März 2005        | 8. Juli 2006                          | David D'Ovidio | Rob Ulin           | 06-04-615  |
| 123        | 16        | Das Versprechen          | No Motorcycles            | 3. Apr. 2005         | 15. Juli 2006                         | James Simons   | Andy Bobrow        | 06-04-618  |
| 124        | 17        | Schmetterlinge           | Butterflies               | 10. Apr. 2005        | 22. Juli 2006                         | David Grossman | Michael Glouberman | 06-04-616  |
| 125        | 18        | Idas Tanz                | Ida’s Dance               | 17. Apr. 2005        | 29. Juli 2006                         | Steve Welch    | Eric Kaplan        | 06-04-619  |
| 126        | 19        | Motivator Hal            | Motivational Speaker      | 24. Apr. 2005        | 5. Aug. 2006                          | Steve Welch    | Rob Ulin           | 06-04-620  |
| 127        | 20        | Stelzen                  | Stilts                    | 1. Mai 2005          | 12. Aug. 2006                         | Linwood Boomer | Michael Glouberman | 06-04-622  |
| 128        | 21        | Lehrer in Geiselhaft     | Buseys Takes A Hostage    | 8. Mai 2005          | 19. Aug. 2006                         | David D'Ovidio | Gary Murphy        | 06-04-621  |
| 129        | 22        | Der Schönheitswettbewerb | Mrs. Tri-County           | 15. Mai 2005         | 26. Aug. 2006                         | David D’Ovidio | Gary Murphy        | 06-04-617  |

## Staffel 7
| Nr. (ges.) | Nr. (St.) | Deutscher Titel            | Originaltitel          | Erstausstrahlung USA | Deutschsprachige Erstausstrahlung (D) | Regie                         | Drehbuch                      | Prod. Code |
| ---------- | --------- | -------------------------- | ---------------------- | -------------------- | ------------------------------------- | ----------------------------- | ----------------------------- | ---------- |
| 130        | 1         | Burning Man                | Burning Man            | 30. Sep. 2005        | 2. Sep. 2006                          | Peter Lauer                   | Michael Glouberman            | 06-05-701  |
| 131        | 2         | Der Verräter               | Health Insurance       | 7. Okt. 2005         | 9. Sep. 2006                          | Steve Welch                   | Rob Ulin                      | 06-05-702  |
| 132        | 3         | Reese gegen Stevie         | Reese vs. Stevie       | 21. Okt. 2005        | 16. Sep. 2006                         | Linwood Boomer                | Alex Reid                     | 06-05-703  |
| 133        | 4         | Das Geisterhaus            | Halloween              | 28. Okt. 2005        | 16. Sep. 2006                         | David D'Ovidio                | Andy Bobrow                   | 06-05-704  |
| 134        | 5         | Der Bienenkampf            | Jessica Stays Over     | 4. Nov. 2005         | 23. Sep. 2006                         | Alex Reid                     | Matthew Carlson               | 06-05-705  |
| 135        | 6         | Der geheime Freund         | Secret Boyfriend       | 11. Nov. 2005        | 23. Sep. 2006                         | Peter Lauer                   | Gary Murphy                   | 06-05-706  |
| 136        | 7         | Stromausfall               | Blackout               | 18. Nov. 2005        | 30. Sep. 2006                         | Steve Welch                   | Eric Kaplan                   | 06-05-707  |
| 137        | 8         | Überraschungsbesuch        | Army Buddy             | 2. Dez. 2005         | 30. Sep. 2006                         | Peter Lauer                   | Neil Thompson                 | 06-05-708  |
| 138        | 9         | Malcolm verteidigt Reese   | Malcolm Defends Reese  | 16. Dez. 2005        | 7. Okt. 2006                          | Bryan Cranston                | Matthew Carlson               | 06-05-709  |
| 139        | 10        | Malcolms Geld              | Malcolm's Money        | 6. Jan. 2006         | 7. Okt. 2006                          | Steve Love                    | Michael Glouberman            | 06-05-710  |
| 140        | 11        | Reeses Braut – Teil 1      | Bride of Ida (1)       | 13. Jan. 2006        | 14. Okt. 2006                         | Linwood Boomer                | Rob Ulin                      | 06-05-711  |
| 141        | 12        | Reeses Braut – Teil 2      | College Recruiters (2) | 29. Jan. 2006        | 14. Okt. 2006                         | Peter Lauer                   | Jay Kogen                     | 06-05-712  |
| 142        | 13        | Pfeiffersches Drüsenfieber | Mono                   | 12. Feb. 2006        | 21. Okt. 2006                         | David D'Ovidio                | Andy Bobrow                   | 06-05-713  |
| 143        | 14        | Der perfekte Dad           | Hal Grieves            | 19. Feb. 2006        | 21. Okt. 2006                         | Christopher Kennedy Masterson | Eric Kaplan                   | 06-05-714  |
| 144        | 15        | Anonyme Alkoholiker        | A.A.                   | 5. März 2006         | 28. Okt. 2006                         | Steve Welch                   | Alan J. Higgins               | 06-05-715  |
| 145        | 16        | Lois schlägt zurück        | Lois Strikes Back      | 19. März 2006        | 28. Okt. 2006                         | Alex Reid                     | Gary Murphy                   | 06-05-716  |
| 146        | 17        | Zahnschmerzen              | Hal's Dentist          | 26. März 2006        | 4. Nov. 2006                          | Steve Love                    | Jay Kogen                     | 06-05-717  |
| 147        | 18        | Der Luftschutzbunker       | Bomb Shelter           | 2. Apr. 2006         | 4. Nov. 2006                          | Matthew Carlson               | Rob Ulin                      | 06-05-719  |
| 148        | 19        | Stevie im Krankenhaus      | Stevie in the Hospital | 9. Apr. 2006         | 11. Nov. 2006                         | Steve Welch                   | Dave Ihlenfeld & David Wright | 06-05-720  |
| 149        | 20        | Das tierische Gericht      | Cattle Court           | 16. Apr. 2006        | 11. Nov. 2006                         | Peter Lauer                   | Michael Glouberman            | 06-05-718  |
| 150        | 21        | Der Anti-Ball              | Morp                   | 23. Apr. 2006        | 18. Nov. 2006                         | David D'Ovidio                | Gary Murphy                   | 06-05-721  |
| 151        | 22        | Abschluss                  | Graduation             | 14. Mai 2006         | 18. Nov. 2006                         | Linwood Boomer                | Michael Glouberman            | 06-05-722  |

## Anmerkung
1. 1 2 3 4 5 6  James Simons wird in den Credits von Folgen von Malcolm mittendrin stets „Jimmy Simons“ genannt.